# مالزیتوز
مالزیتوز (به انگلیسی: Methallenestril) با فرمول شیمیایی C۱۸H۲۲O۳ یک ترکیب شیمیایی با شناسه پاب‌کم ۱۰۵۹۹ است. که جرم مولی آن ۲۸۶٫۳۶۵۴۸ g/mol می‌باشد. 